# Ньюкасл Юнайтед Джетс
«Ньюкасл Юнайтед Джетс» (англ. «Newcastle United Jets FC») — австралійський футбольний клуб з Ньюкасла, Новий Південний Уельс. Заснований 2000 року.

## Досягнення
- Чемпіон А-Ліги: 2007/08.